# 日産・CRエンジン

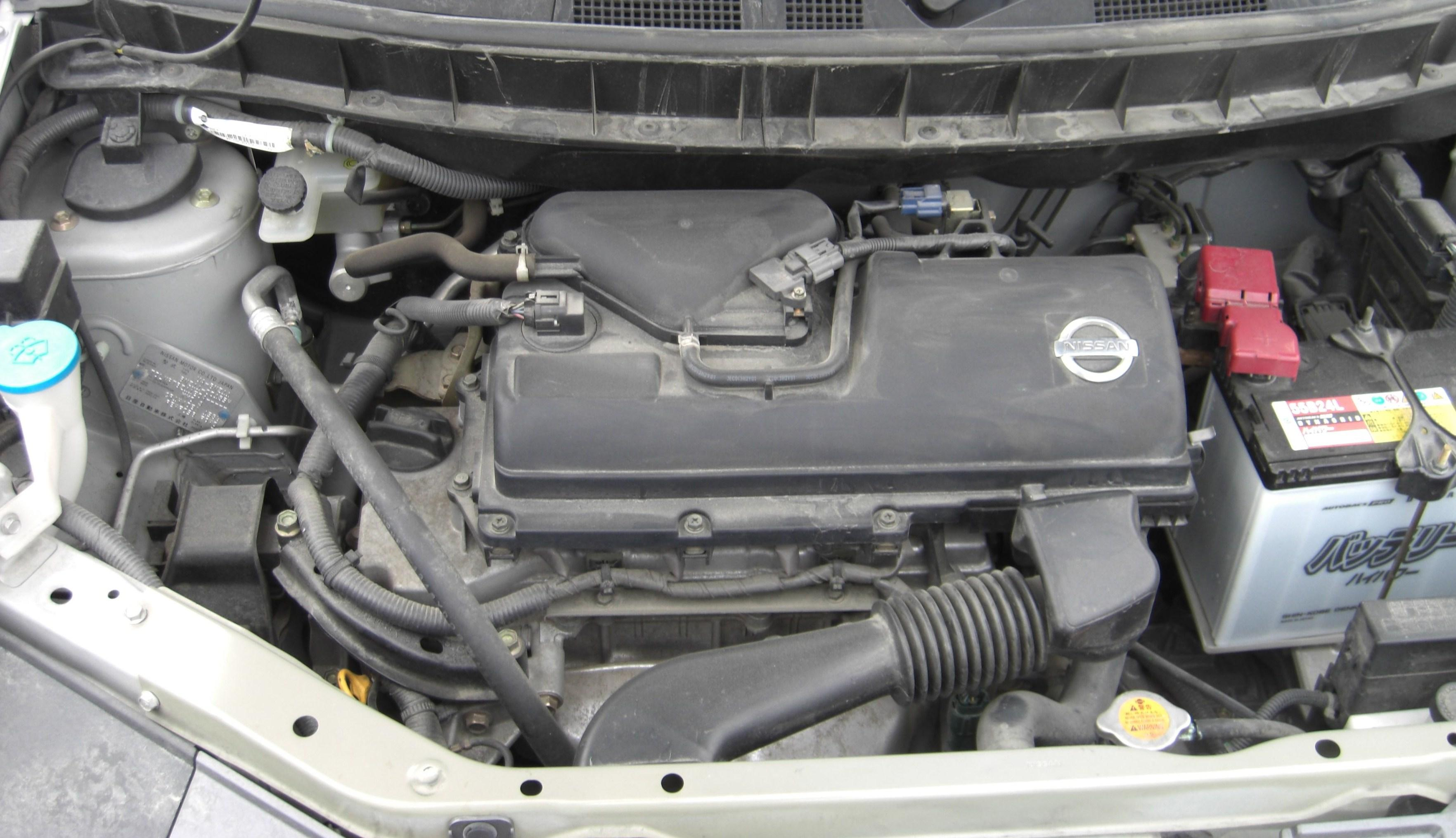
Z11型キューブに搭載されたCR14DE

日産・CRエンジンとは、CG・CGA型エンジンの後継として、日産自動車が2000年代年前半から生産していた小型乗用車・商用車用DOHCエンジンである。

## CR10系 997cc

### CR10DE
- 総排気量：997cc
- 内径×工程：71.0mm×63.0mm
- 圧縮比：10.1
- 最高出力：50kW(68PS) /5,600rpm
- 最大トルク：96N·m(9.8kg·m) /3,600rpm
- 指定燃料：無鉛レギュラーガソリン

## CR12系 1,240cc

### CR12DE
- 総排気量：1,240cc
- 内径×工程：71.0mm×78.3mm
- 圧縮比：9.8
- 最高出力：66kW(90PS) /5,600rpm
- 最大トルク：121N·m(12.3kg·m) /4,000rpm
- 指定燃料：無鉛レギュラーガソリン

12SR専用
- 圧縮比：11.5
- 最高出力：81kW(110PS) /6,900rpm
- 最大トルク：134N·m(13.7kg·m) /3,600rpm
- 指定燃料：無鉛プレミアムガソリン

## CR14系 1,386cc

### CR14DE
- 総排気量：1,386cc
- 内径×工程：73.0mm×82.8mm
- 圧縮比：9.8
- 最高出力：(1)72kW(98PS) /5,600rpm 　(2)71kW(97PS) /5,600rpm
- 最大トルク：(1)137N·m(14.0kg·m) /3,200rpm 　(2)136N·m(13.9kg·m) /3,200rpm
- 指定燃料：無鉛レギュラーガソリン

## 搭載車種
- CR10DE
  - マーチ (K12) 2002年2月-2003年6月
- CR12DE (1)
  - マーチ (K12)2002年2月-2010年7月
  - AD (Y12) 2006年12月-2013年5月
- CR12DE (2)
  - マーチ (K12) 2003年10月-2010年7月
- CR14DE (1)
  - マーチ (K12) 2002年2月-2005年8月（FF車）
  - キューブ (BZ11) 2002年10月-2008年11月（FF車）
  - キューブキュービック (BGZ11) 2003年9月-2008年11月（FF車）
- CR14DE (2)
  - マーチ (K12) 2002年9月-2010年7月（4WD車）
  - キューブ (BNZ11) 2002年10月-2008年11月（4WD車）
  - キューブキュービック (BGNZ11) 2003年9月-2008年11月（4WD車）